# Jane Cowl
Pour les articles homonymes, voir Cowl.
Jane Cowl, née Jane Bailey le 14 décembre 1883 et morte le 22 juin 1950, est une actrice et dramaturge américaine. Elle a interprété notamment plusieurs personnages shakespeariens à Broadway. Elle serait aussi « reconnue pour ses scènes de larmes,. »[réf. à confirmer].
L'actrice Jane Russell a été nommée en son honneur.

## Biographie

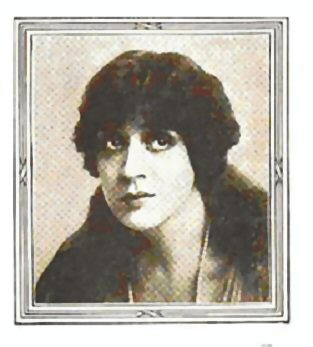
1915.

Jane Bailey naît à Boston de Charles Bailey et Grace Avery,. Elle fréquente la Erasmus Hall High School (en) de Brooklyn (New York). Elle suivra également des cours à l'université Columbia.
En 1903, elle débute à Broadway dans la pièce Sweet Kitty Bellairs. En 1909, elle tient son premier rôle d'importance, celui de Fanny Perry dans Is Matrimony a Failure? (en) de Leo Ditrichstein (en). On peut la voir par la suite dans The Gamblers (1910), et Within the Law (en) (1912), Common Clay ainsi que d'autres rôles d'importance.
Elle joue des rôles shakespeariens tels Juliette, Cléopâtre et Viola. Elle tiendra le rôle de Juliette plus de 1 000 fois consécutives en 1923, décrite par le critique George Jean Nathan comme « n'étant pas [...] la meilleure Juliette que j'ai vue, mais elle est clairement la plus charmante,. » Les performances dramatiques de Cowl lui valent la description de « voix avec une larme,. » Le biographe Charles Higham admire « son regard et sa voix,. »
En 1930, Cowl apparaît aux côtés de Katharine Hepburn dans Art and Mrs. Bottle de Benn W. Levy. En 1934, elle crée le rôle de Lael Wyngate dans la pièce Rain from Heaven de S. N. Behrman, donnant la réplique à John Halliday.

## Œuvre
Cowl a écrit plusieurs pièces en collaboration avec Jane Murfin, souvent sous le pseudonyme Allan Langdon Martin, dont :
- Lilac Time - 1917
- At Daybreak - 1917
- Information Please - 1918
- Smilin' Through (en) - 1919
- The Jealous Moon - 1928

### Filmographie
- 1915 : The Garden of Lies
- 1917 : The Spreading Dawn (en)
- 1949 : Chasse aux maris (Once More, My Darling)
- 1950 : Chaînes du destin ((No Man Of Her Own))
- 1950 : Fureur secrète (The Secret Fury)
- 1951 : L'Ambitieuse (Payment on Demand)